# La Danseuse des Folies Ziegfeld
Pour plus de détails, voir Fiche technique et Distribution.
La Danseuse des Folies Ziegfeld (titre original : Ziegfeld Girl) est un film musical américain réalisé par Robert Z. Leonard, sorti en 1941.

## Synopsis
À la différence du film Le Grand Ziegfeld, La Danseuse des Folies Ziegfeld aborde de manière indirecte le personnage de Ziegfeld — qui n'apparaît d'ailleurs jamais. Ce film retrace en effet l'histoire de trois danseuses qui sont autant de destinées différentes. Susan Gallagher (Judy Garland) connaît la gloire et devient la vedette du spectacle, Sandra Kolter (Hedy Lamarr) se retire pour privilégier sa vie de femme mariée avec un violoniste Franz et Sheila Regan (Lana Turner) sombre dans la dépravation et l'alcoolisme entraînant son fiancé Gil (James Stewart) dans son sillage.

## Fiche technique
Sauf indication contraire, les informations mentionnées dans cette section peuvent être confirmées par la base de données cinématographiques IMDb,  présente dans la section « Liens externes ».
- Titre : La Danseuse des Folies Ziegfeld
- Titre original : Ziegfeld Girl
- Réalisation : Robert Z. Leonard
- Scénario : Marguerite Roberts, Sonya Levien d'après une histoire de William Anthony McGuire
- Musique : Herbert Stothart
- Numéros musicaux : Busby Berkeley
- Chorégraphie : Daniel Dare
- Photographie : Ray June et Joseph Ruttenberg (non crédité)
- Montage : Blanche Sewell
- Direction artistique : Cedric Gibbons
- Décors de plateau : Edwin B. Willis
- Production : Pandro S. Berman
- Société de production : Loew's et Metro-Goldwyn-Mayer
- Société de  distribution : Metro-Goldwyn-Mayer
- Pays de production :  États-Unis
- Langue originale : anglais
- Costumes : Adrian
- Format : noir et blanc - Son : Mono (Western Electric Sound System)
- Durée : 132 minutes
- Dates de sortie :
  - États-Unis : 25 avril 1941
  - France : 20 mars 1946

## Distribution
Sauf indication contraire, les informations mentionnées dans cette section peuvent être confirmées par la base de données cinématographiques IMDb,  présente dans la section « Liens externes ».
- Lana Turner : Sheila Regan
- Judy Garland : Susan Gallagher
- Hedy Lamarr : Sandra Kolter

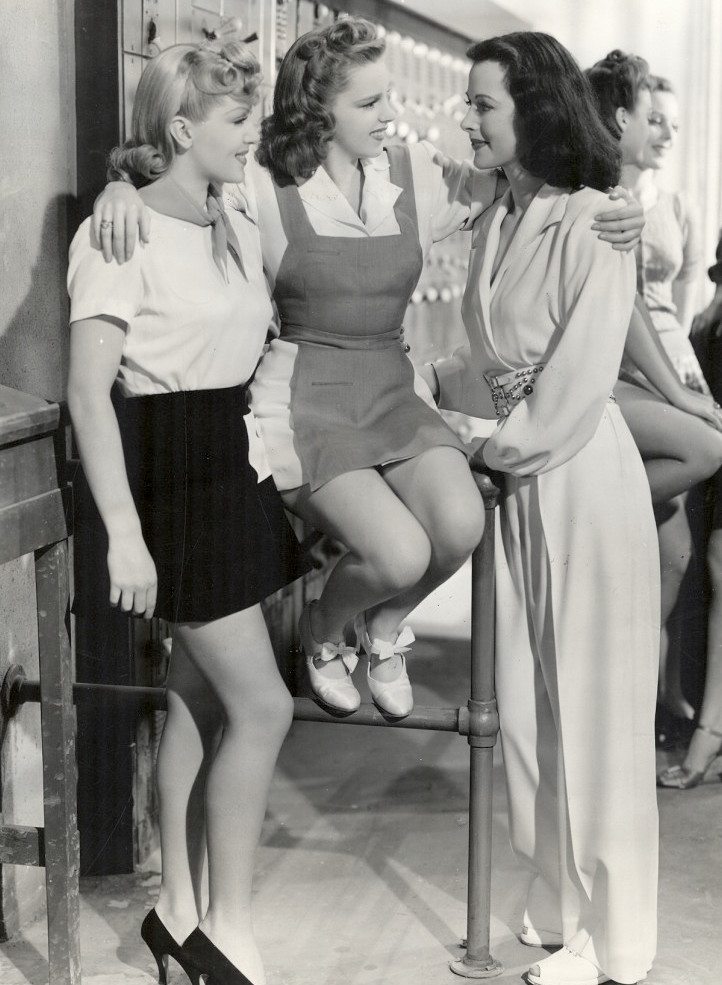
Lana Turner, Judy Garland et Hedy Lamarr

- James Stewart : Gilbert "Gil" Young
- Tony Martin : Frank Merton
- Jackie Cooper : Jerry Regan
- Ian Hunter : Geoffrey Collis
- Charles Winninger : "Pop" Gallagher
- Edward Everett Horton (VF : Marcel Journet) : Noble Sage
- Philip Dorn : Franz Kolter
- Paul Kelly : John Slayton
- Eve Arden : Patsy Dixon
- Dan Dailey : Jimmy Walters
- Rose Hobart : Mme Merton
- Fay Holden : Mme Regan
- Josephine Whittell : Perkins
- Bernard Nedell : Nick Capalini
- Al Shean : lui-même

Acteurs non crédités
- Leslie Brooks : Ziegfeld Girl
- Mae Busch : Jenny (la costumière)
- Joyce Compton : Mlle Sawyer (jeune femme auditionnant)
- Patricia Dane : Ziegfeld Girl
- Armand Kaliz : Pierre (maître-d'hôtel)
- Barry Norton : Patron de boîte de nuit
- Larry Steers : Patron de théâtre au numéro final

## Chansons
1. "Overture" – joué par l'orchestre et interprété par le choeur
2. "Laugh? I Thought I'd Split My Sides" (musique et paroles de Roger Edens) – interprété par Judy Garland et Charles Winninger
3. "You Stepped Out of a Dream" (musique de Nacio Herb Brown, paroles de Gus Kahn) – interprété par Tony Martin et le choeur
4. "I'm Always Chasing Rainbows" (musique de Harry Carroll, paroles de Joseph McCarthy) – interprété par Judy Garland
5. "Caribbean Love Song" (musique de Edens, paroles de Ralph Freed) – interprété par Tony Martin et le choeur
6. "Minnie from Trinidad" (Edens) – interprété par Judy Garland et le choeur
7. "Mister Gallagher and Mister Shean" – interprété par Charles Winninger et Al Shean
8. "Ziegfeld Girls/You Gotta Pull Strings" (Edens) – interprété par Judy Garland et le choeur
9. "You Stepped Out of a Dream (reprise)" – interprété par Tony Martin
10. "You Never Looked So Beautiful" (musique de Walter Donaldson, paroles de Harold Adamson) – interprété par Judy Garland et le choeur